# Sergio Quirarte
Sergio Alberto Quirarte Rodríguez (Guadalajara; 2 de septiembre de 1949) es un exfutbolista mexicano que jugó de defensa.

## Trayectoria
En su corta carrera, estuvo con el Atlas de su ciudad natal desde 1968 hasta 1973, pasando con el equipo vecino Tecos de la UAG, donde se retiró en 1978. Con ambos clubes, ganó la Segunda División en las temporadas 1971-72 y 1974-75 respectivamente.

## Selección nacional
Fue convocado por Javier de la Torre a disputar el Campeonato de Naciones de la Concacaf de 1971, estando en cuatro de los cinco partidos y ganando el título.

### Participaciones en Campeonatos Concacaf
| Copa                                          | Sede              | Resultado | Part. | Goles |
| --------------------------------------------- | ----------------- | --------- | ----- | ----- |
| Campeonato de Naciones de la Concacaf de 1971 | Trinidad y Tobago | Campeón   | 4     | 0     |

## Palmarés

### Títulos nacionales
| Título           | Equipo          | País   | Año     |
| ---------------- | --------------- | ------ | ------- |
| Segunda División | Atlas           | México | 1971-72 |
| Segunda División | Tecos de la UAG | México | 1974-75 |

### Títulos internacionales
| Título                                | Equipo | Sede          | Año  |
| ------------------------------------- | ------ | ------------- | ---- |
| Campeonato de Naciones de la Concacaf | México | Puerto España | 1971 |